# Christin Berg
Christin Berg (* 1982 in Berlin) ist eine deutsche Künstlerin, die sich auf Film- und Videoarbeiten spezialisiert hat.

## Leben
Christin Berg wurde 1982 in Berlin geboren, studierte Szenografie an der Hochschule Hannover beim Bühnenbildner Colin Walker und arbeitete in ihren Anfangsjahren als Bühnenbildnerin sowie Assistentin an deutschen Theatern wie dem Thalia Theater Hamburg, dem Schauspielhaus Köln und der Volksbühne Berlin. Für das Stück Rrungs arbeitete sie mit der Choreographin Wanda Golonka und dem Video Artist Chris Kondek zusammen.
Ab 2010 studierte sie an der Staatlichen Hochschule für bildende Künste, Städelschule, in Frankfurt am Main in der Filmklasse. Professor der Filmklasse war der schottische Künstler Douglas Gordon. Zusätzlich setzte sie ihr Studium an der Slade School of Fine Art in England im Fine Art Media Department bei David Burrows fort. Während ihrer Studienzeit arbeitete sie als technische Assistentin im von Wolfgang Tillmans gegründeten Film Labor und wurde in die Soundclass von Carsten Nicolai aufgenommen. 2015 beendete sie ihr Studium mit der Ernennung zur Meisterschülerin.
Sie lebt in Berlin und Paris.

## Werk
Ihre Arbeiten entstehen in der Zusammenarbeit mit Künstlern und Institutionen, beispielsweise an Orten wie der Villa Kamogawa in Kyoto, in Olevano Romano in Italien, in der Villa Massimo in Italien und in der Cité internationale des Arts in Paris.
In vielen ihrer Arbeiten geht es um das filmische Reflektieren und Fragen zu Utopien. Sie verwendet Landschaften und Architektur wie real existierende Bühnenbilder. Ihre Arbeiten brechen oft mit der traditionellen Struktur von Spielfilm und Storytelling, indem sie mit der Multiplizierung von Protagonisten spielt und poetisch-fragmentarisch erzählt.
Christin Bergs Arbeiten wurden im Double Feature der Schirn gezeigt. Der Film Beyond the Now hatte seine Premiere als Videoinstallation in der Akademie der Künste Berlin am Hanseatenweg als Teil der Ausstellung „What Matters“.
Zur Ausstellung UTOPIA, kuratiert von der argentinischen Kuratorin Diana Wechsler und Verabschiedung der Präsidentin Jeanine Meerapfel wurde ihre Arbeit Beyond The Now in die Akademie der Künste am Pariser Platz eingeladen. Ihre Filme werden international in verschiedenen Ausstellungen und Festivals präsentiert.

## Ausstellungen
- 2012: Mousonturm Frankfurt, „TON“/ Frankfurt (Deutschland)
- 2013: Club Transmediale, „CTM13“, HAU / Berlin (Deutschland)
- 2013: Kunsthalle Krems „All Day Breakfast“ / Krems (Österreich)
- 2013: Museum für Moderne Kunst „uni(psycho)acoustic“/ Frankfurt (Deutschland)[15]
- 2013: Städelschule Frankfurt / Frankfurt (Deutschland)[16]
- 2013: „RAY“/ Frankfurt Fotofestival (Deutschland)
- 2014: Weltkulturen Museum / Frankfurt (Deutschland)[17]
- 2015: Museum für Moderne Kunst / Frankfurt (Deutschland)[18]
- 2019: Cité International des Arts Festival les traversée du Marais, Paris
- 2020: Louvre Paris Rencontres Film Festival – 2020 HKW Berlin Rencontre Film Festival[19]
- 2022: Akademie der Künste Berlin „What Matters“[20]
- 2023: Schirn Kunsthalle, Double Feature[21]
- 2024: UTOPIA, AdK, Pariser Platz[22]
- 2024: Edvard Munch Haus Warnemünde[23]
- 2025: Kunsthalle Rostock[24]

## Publikationen
- schliff N°17 | Wüsten edition text+kritik[25]
- IT'S TIME, Monographie, Filmarbeiten 2020-2022 Verlag: Fire on Air Publishing © 2022 Fire on Air Publishing[26]

## Filmographie
- 2020: From Now on Silence[27]
- 2022: I am Going[28]
- 2022: Fire walks with me[29]
- 2022: Beyond the Now[30]